# Đảng Tự do (Hoa Kỳ)
Đảng Tự do (tiếng Anh: Libertarian Party) là một chính đảng tại Hoa Kỳ theo chủ nghĩa tự do cá nhân. Đảng Tự do được thành lập tại Westminster, Colorado, tại tư gia của David Nolan vào ngày 11 tháng 12 năm 1971. Sự thành lập của đảng này được thúc đẩy bởi các lo ngại về Chiến tranh Việt Nam, quân dịch, và sự kết thúc của Bản vị vàng. Mặc dù không có sự chỉ định rõ ràng là "cánh tả" hay "cánh hữu", nhiều thành viên, như ứng cử viên tổng thống Gary Johnson, cho rằng họ có tư tưởng cấp tiến hơn Đảng Dân chủ về vấn đề xã hội, nhưng thủ cựu hơn Đảng Cộng hòa về vấn đề tài chính.
Trong 30 tiểu bang mà cử tri có thể đăng ký theo đảng phái, có 330,811 người đăng ký là đảng viên Tự do.  Với con số này, Đảng Tự do là đảng lớn thứ ba theo số đảng viên tại Hoa Kỳ, và cũng là đảng lớn thứ ba về số phiếu được nhận trong các cuộc bầu cử và số ứng cử viên trong mỗi cuộc bầu cử. Vì thế, đảng này được xem là chính đảng lớn thứ ba tại Hoa Kỳ, sau Đảng Dân chủ và Cộng hòa. Nó cũng được nhiều nguồn cho rằng đây là chính đảng phát triển nhanh nhất tại Hoa Kỳ.